# Мирзошоев, Муборакшо Абдулвахобович
Муборакшо́ Абдулвахо́бович Мирзошо́ев (тадж. Муборакшо Абдулваҳобович Мирзошоев, 19 августа 1961, село Емц, Рушанский район Горно-Бадахшанская автономная область Республики Таджикистан — 8 февраля 2001, Душанбе) — известный таджикский исполнитель и музыкант.

## Биография
Муборакшо Мирзошоев родился 19 августа 1961 в Рушанском районе Горно-Бадахшанской автономной области Таджикистана. 
Считается одним из основоположников современной музыки Таджикистана. Детство и школьные годы провёл на родине отца, кишлаке Емц. Свою первую песню — «Чор Ҷавон», ставшую впоследствии очень популярной, Муборакшо написал в  14 лет. 
C 1984 по 1987 годы Муборакшо учился в Ленинградском авиационном училище. В 1987 переехал в Душанбе и начал работать в группе Далера Назарова.
После начала гражданской войны Муборакшо переехал в Алма-Ату, работал вместе с музыкантами группы «Шохнома». В 1994 году выпустил песню «Гариби», посвящённую своей родине. В том же году он вернулся в Душанбе и продолжил карьеру в родных краях. В 1996 дал первый большой концерт с группой Далера Назарова в центральном киноконцертном комплексе Душанбе — «Кохи Борбад».
Зимой 2001 года во время одного из выступлений на свадьбе выступления Муборакшо Мирзошоева избили, что подкосило его здоровье и привело к обострению заболевания. Муборакшо Мирзошоев умер 8 февраля 2001 года от двустороннего туберкулёза лёгких.
19 августа 2021 года, в парке культуры поселка Вамар Рушанского района Горно-Бадахшанской Автономной Области (ГБАО) состоялось открытие памятника Муборакшо Мирзошоеву, приуроченное  к его 60-летию.
Несмотря на свою популярность, Муборакшо при жизни так и не выпустил ни одного официального альбома. Однако в 1997 году, без согласования с Далером Назаровым или Муборакшо, были выпущены два неофициальных музыкальных альбома под названием «Дхирай-1» и «Дхирай-2». 
В первый альбом вошли песни Далера Назарова за исключением одной, а во второй альбом вошли 13 песен Муборакшо, в том числе знаменитая «Ай ёрум биё».

## Дискография
Полный трек-лист альбома Дхирай-2 включает:
- Туро намепараста
- Сабза ба ноз
- Дерест, ки дилдор паёме нафиристод
- Дӯстат дорам
- Ай ёрум биё
- Акрамҷон
- Нола дорам
- Чор ҷавон
- Ё Алӣ мадатке
- Модак лай-лай
- Гушнаи тири нигоҳат
- Ғарибӣ
- Рақс бикун

### Синглы
- 1988: «Ай ёрум биё»